# Davis Cup 1979
In 1979 werd het toernooi om de Davis Cup  voor de 68e keer gehouden. De Davis Cup is het meest prestigieuze tennistoernooi voor landen dat sinds 1900 elk jaar wordt
georganiseerd.
De Verenigde Staten won voor de 26e keer de Davis Cup door in de finale Italië met 5-0 te verslaan.
De deelnemende landen strijden in de verschillende regionale zones tegen elkaar. De winnaar van
elke zone plaatst zich voor het interzonaal toernooi. De winnaar van dat toernooi wint de Davis
Cup.

## Interzonaal Toernooi
|  | halve finale 5-8 oktober | halve finale 5-8 oktober |  |        | finale 14-16 december | finale 14-16 december |
|  |                          |                          |  |        |                       |                       |
|  |                          |                          |  |        |                       |                       |
|  | Australië                | 1                        |  |        |                       |                       |
|  | Verenigde Staten         | 4                        |  |        |                       |                       |
|  |                          |                          |  |        | Verenigde Staten      | 5                     |
|  |                          |                          |  | Italië | 0                     |                       |
|  | Italië                   | 4                        |  |        |                       |                       |
|  | Tsjecho-Slowakije        | 1                        |  |        |                       |                       |

## België
België speelt in de voorronde van de regionale groep.
| datum      | tegenstander | uitslag | locatie | groep  | ronde       | winst/verlies |
| ---------- | ------------ | ------- | ------- | ------ | ----------- | ------------- |
| 18-03-1979 | Roemenië     | 1-4     | thuis   | EUR PR | kwartfinale | v             |
| 17-09-1978 | Ierland      | 5-0     | thuis   | EUR PR | 1e ronde    | w             |

België plaatste zich niet voor het hoofdtoernooi.

## Nederland
Nederland speelt in de voorronde van de regionale groep.
| datum      | tegenstander | uitslag | locatie | groep  | ronde       | winst/verlies |
| ---------- | ------------ | ------- | ------- | ------ | ----------- | ------------- |
| 18-03-1979 | Frankrijk    | 2-3     | thuis   | EUR PR | kwartfinale | v             |
| 17-09-1978 | Noorwegen    | 4-1     | thuis   | EUR PR | 1e ronde    | w             |

Nederland plaatste zich niet voor het hoofdtoernooi.
| niveau 1 | niveau 2 | niveau 3 | niveau 4 | niveau 5 |

Algemeen · Opzet · Finales · Winnaars 
 België ·  Nederland ·  Aruba ·  Nederlandse Antillen 

1900 · 1901 · 1902 · 1903 · 1904 · 1905 · 1906 · 1907 · 1908 · 1909 · 1910 · 1911 · 1912 · 1913 · 1914 · 1915 · 1916 · 1917 · 1918 · 1919 · 1920 · 1921 · 1922 · 1923 · 1924 · 1925 · 1926 · 1927 · 1928 · 1929 · 1930 · 1931 · 1932 · 1933 · 1934 · 1935 · 1936 · 1937 · 1938 · 1939 · 1940 · 1941 · 1942 · 1943 · 1944 · 1945 · 1946 · 1947 · 1948 · 1949 · 1950 · 1951 · 1952 · 1953 · 1954 · 1955 · 1956 · 1957 · 1958 · 1959 · 1960 · 1961 · 1962 · 1963 · 1964 · 1965 · 1966 · 1967 · 1968 · 1969 · 1970 · 1971 · 1972 · 1973 · 1974 · 1975 · 1976 · 1977 · 1978 · 1979 · 1980 · 1981 · 1982 · 1983 · 1984 · 1985 · 1986 · 1987 · 1988 · 1989 · 1990 · 1991 · 1992 · 1993 · 1994 · 1995 · 1996 · 1997 · 1998 · 1999 · 2000 · 2001 · 2002 · 2003 · 2004 · 2005 · 2006 · 2007 · 2008 · 2009 · 2010 · 2011 · 2012 · 2013 · 2014 · 2015 · 2016 · 2017 · 2018 · 2019 · 2020-2021 · 2022 · 2023 · 2024 · 2025